# Parc de la Commune-de-Paris
Le parc de la Commune-de-Paris est un espace vert situé à Villeurbanne, dans le quartier de Cusset. D'une surface de 2,5 ha, c'est le plus grand parc de la commune après celui de la Feyssine. Il est localisé entre les rues Louis Galvani à l'est et Pierre Voyant à l'ouest.
Le parc a été créé en 1966 sur des terrains composés d'une ancienne ferme et d'arbres séculaires. Il est dénommé parc Chambfort puis Pierre-Voyant. En 1973, le bâtiment de la ferme est mis à disposition du Centre social de Cusset. L'aménagement en tant que tel du parc a été réalisé en 1978 par l'augmentation de sa superficie au nord, et prend son nom actuel. Il a été enfin réaménagé en 2012.
Au centre de l’allée de platanes, une stèle funéraire gallo-romaine est érigée. Elle aurait été récupérée par la famille Beaumont au moment des fouilles de Fourvière au début du XXe siècle.
Il compte aujourd'hui 2 000 plantes, arbustes et arbres. Le parc dispose d'un mur d'escalade de 9,80 m de hauteur comprenant 1 050 prises aux niveaux de difficulté différents, d'un terrain de pétanque, d'aires de jeux, de balançoires, d'une fontaine, et est équipé de toilettes.

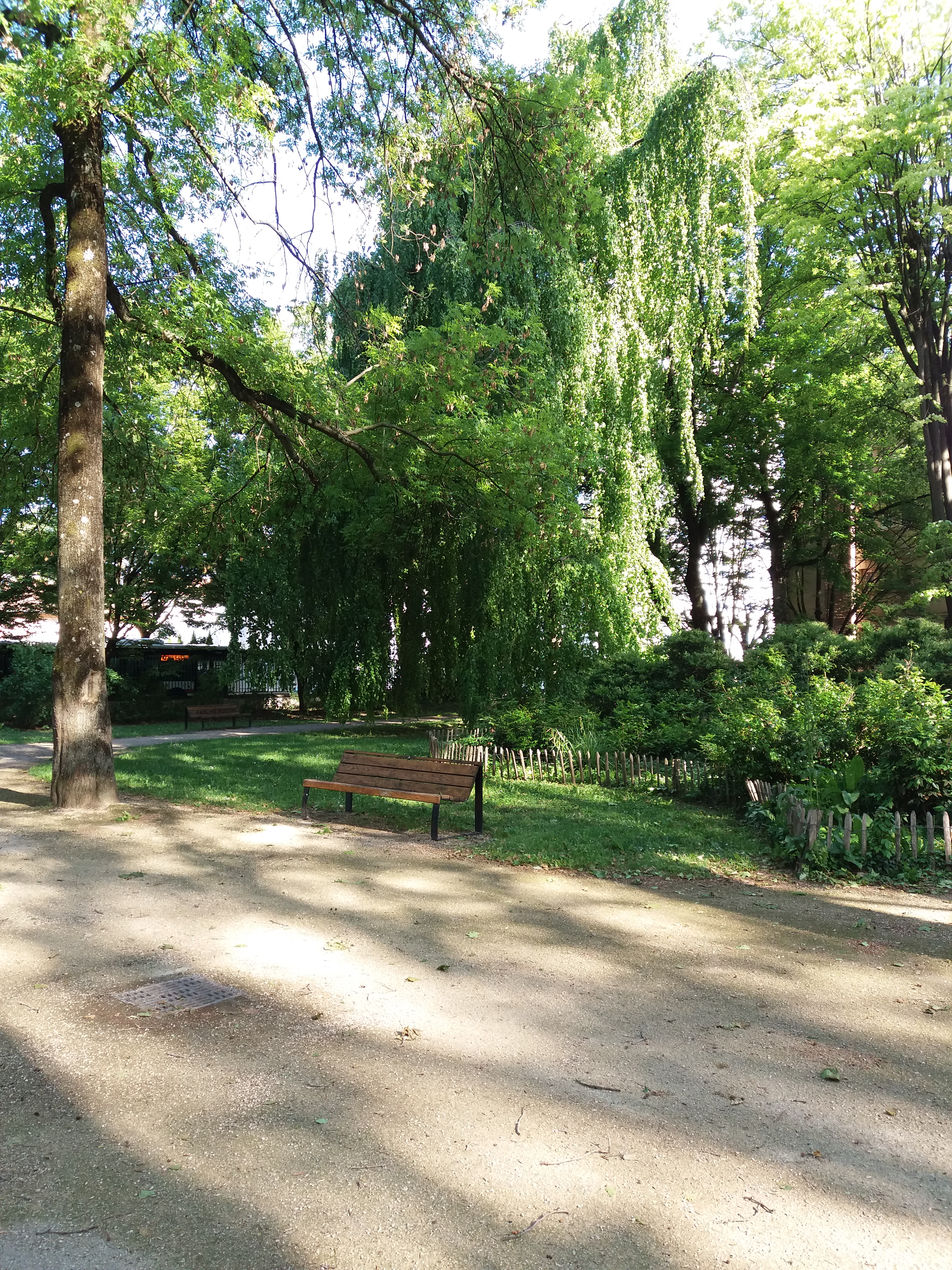
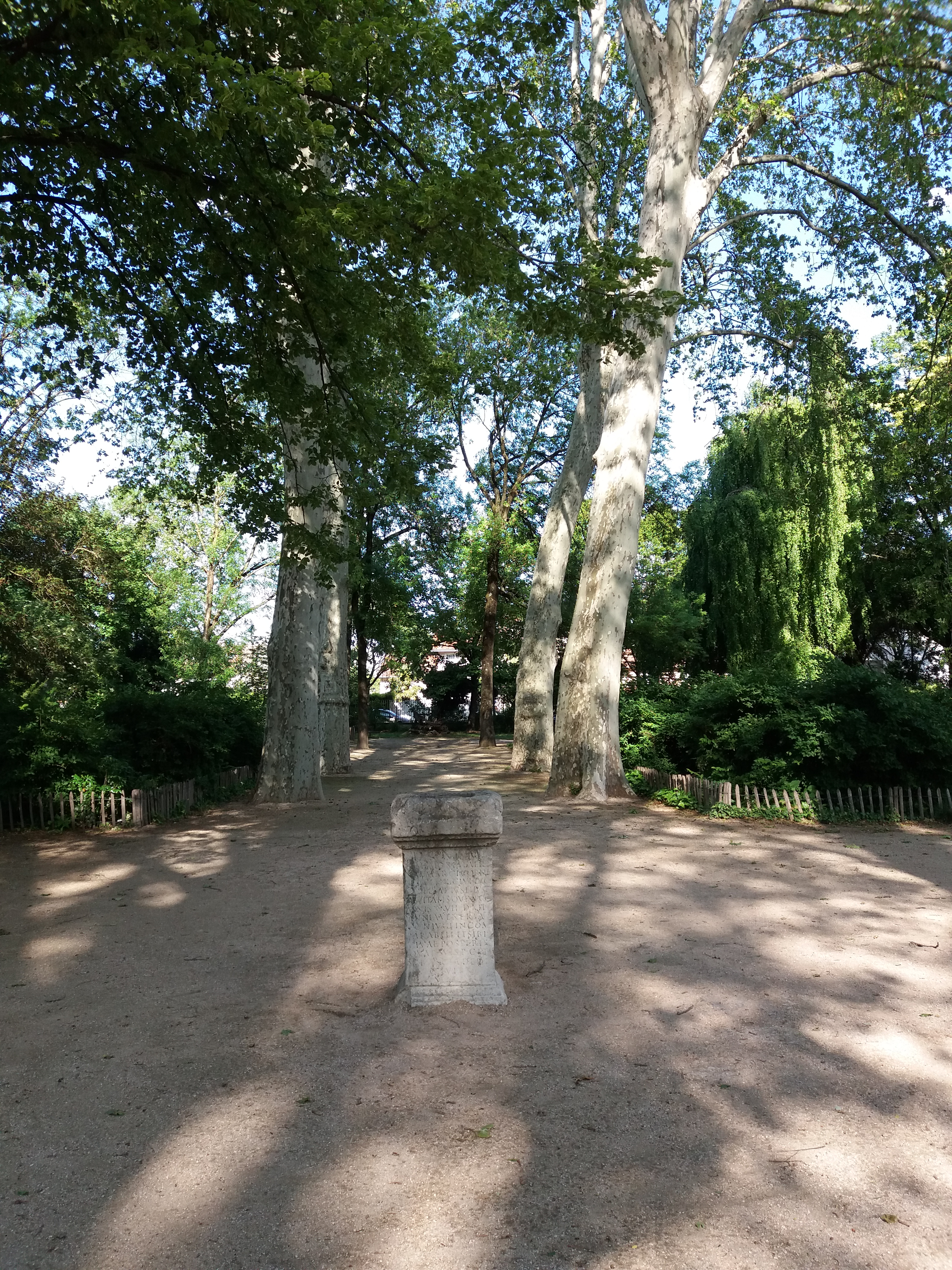
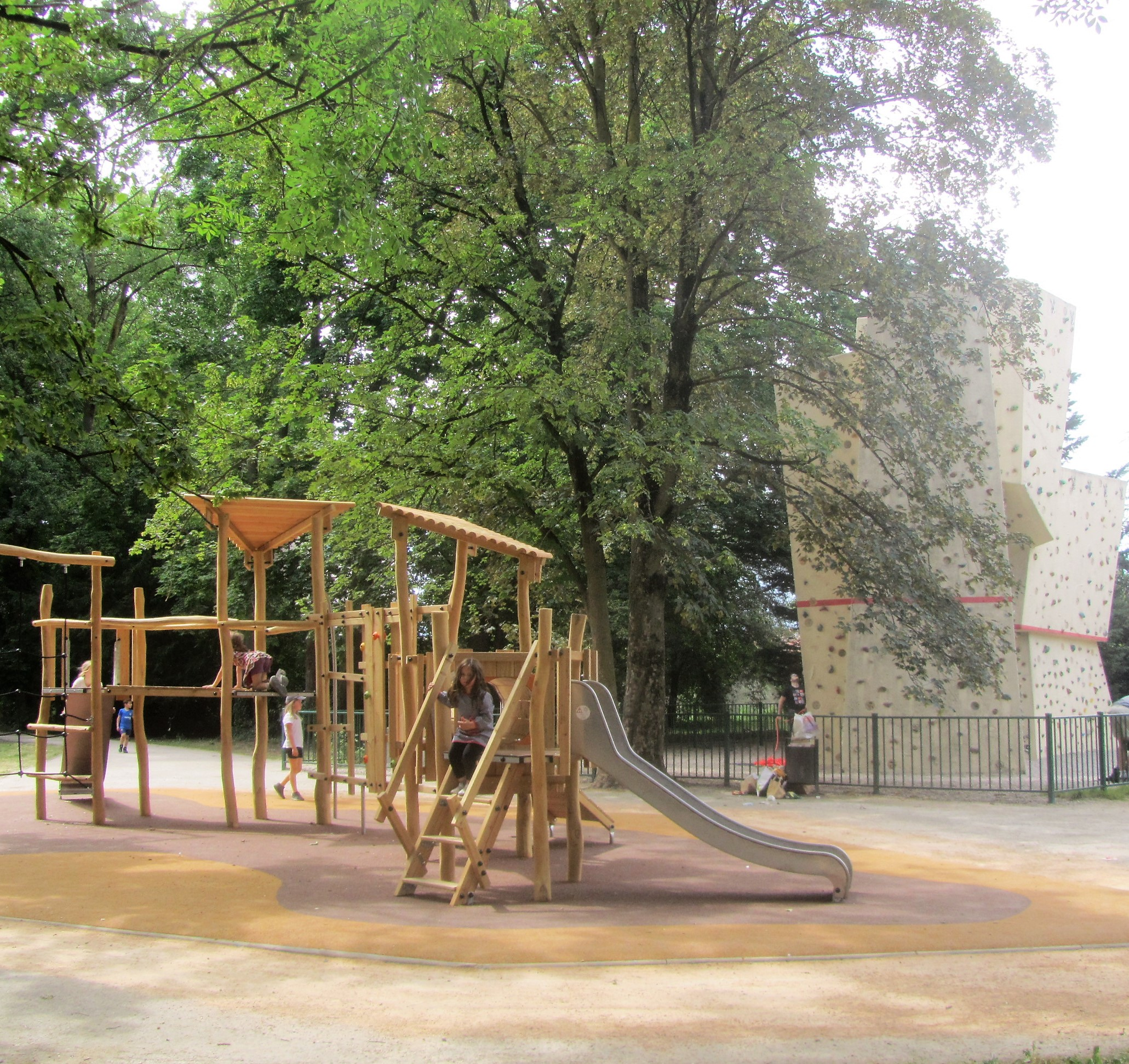